# Begoña Divar
Begoña Divar (Vitoria, 1970) es una clarinetista española. Entró a la banda municipal de música de Vitoria a la edad de once años, por lo que es la músico más joven en incorporarse y la primera mujer de la banda.  

## Biografía
Es hija y hermana de músicos. Empezó las clases de solfeo a los ocho años, y a los nueve su padre Félix Divar la inició en el clarinete. Más tarde entró en el conservatorio.
Con solo 10 años, se convirtió en la primera mujer y música más joven en formar parte la banda municipal de música de Vitoria, dirigida entonces por Bernabé Sanchís. Ha colaborado con la Joven Orquesta Nacional de España, la Orquesta de Galicia y la Orquesta Sinfónica de Euskadi, y con numerosas bandas musicales en el País Vasco.
Como música de Boreas Cámara ha cantado música barroca y ha tocado la flauta de picos y ha participado en su disco inspirado en partituras de una baraja de cartas del siglo XVIII que hay en el Museo de Naipes de Vitoria. Ha participado en la grabación de numerosos discos con todo tipo de grupos y estilos musicales.
Canta en la agrupación B3Dixieland, un grupo de música de los años veinte. El grupo está formado por bomberos que se juntaron para hacer música dixie.
En el año 2025 le concedieron el premio "Celedón de oro 2024".
Ese mismo año 2025 fue la encargada de lanzar el día 4 de agosto el chupinazo que da comienzo a las fiestas de Vitoria-Gasteiz, junto a Joseba Fiestras y Satur García. 
Colabora asidua y decididamente con Músicos sin Fronteras.

## Premios y reconocimientos
- Celedón de oro 2024